# Teatro Kursaal-Fernando Arrabal
Il Teatro Kursaal-Fernando Arrabal è il teatro più importante di Melilla (Spagna), situato al numero 6 di Calle Cándido Lobera, nel Centro Modernista e fa parte del Complesso Storico di Melilla, dichiarato Bene di Interesse Culturale. È la sede principale della Semana de Cine de Melilla.

## Storia
Il Teatro Kursaal ha una lunga storia che inizia nel 1912 come Salón Kursal, un grande padiglione in legno con una pista da pattinaggio e un cinematografo. Il progetto iniziale, ideato da Joaquín Barco Pons, fu poi completato dall'architetto Enrique Nieto. Il teatro subì diverse trasformazioni e ristrutturazioni nel corso degli anni. Nel 1930, fu demolito e ricostruito, venendo inaugurato il 31 ottobre 1930 con il nome di Teatro Kursaal. Nel 1931, il teatro iniziò a proiettare film sonori, diventando uno dei luoghi principali per il cinema a Melilla. Fu poi rinominato Cine Nacional nel 1937 e, nel corso degli anni, subì modifiche alla sua decorazione e struttura, specialmente negli anni '50 e '60.
Nel 2005, il teatro fu acquistato dalla Ciudad Autónoma de Melilla e, tra il 2010 e il 2011, fu completamente ristrutturato, riaprendo con il nome di Teatro Kursaal-Fernando Arrabal il 25 ottobre 2017, in onore del regista e scrittore Fernando Arrabal.

## Descrizione
Il teatro è costruito con mura in pietra locale e mattoni, materiali semplici ma duraturi. La facciata principale è decorata con eleganti archi e finestre, accompagnata da colonne ornamentali che arricchiscono l'aspetto esterno. La composizione laterale della facciata ripete questa disposizione di elementi architettonici eleganti.

### Interno

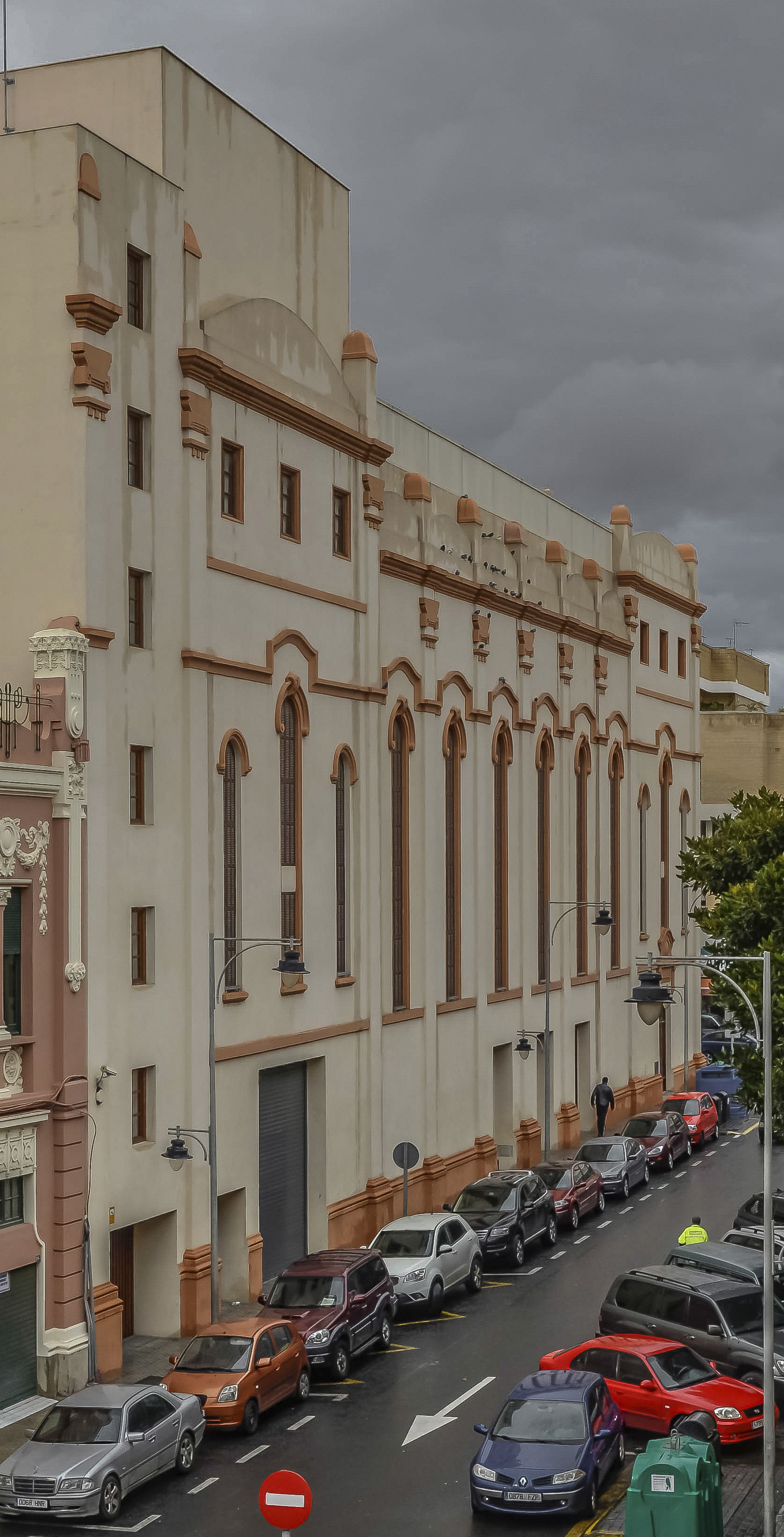

Il teatro disponeva di tre piani prima della ristrutturazione. La pianta inferiore ospitava le biglietterie e un ampio patio con il proscenio e l'orchestra. Il primo piano era dotato di un foyer e servizi, separato dalla reja central che offriva una vista sul piano inferiore. Il secondo piano, simile nel layout, conteneva la contabilità e aveva una visuale sul foyer sottostante.

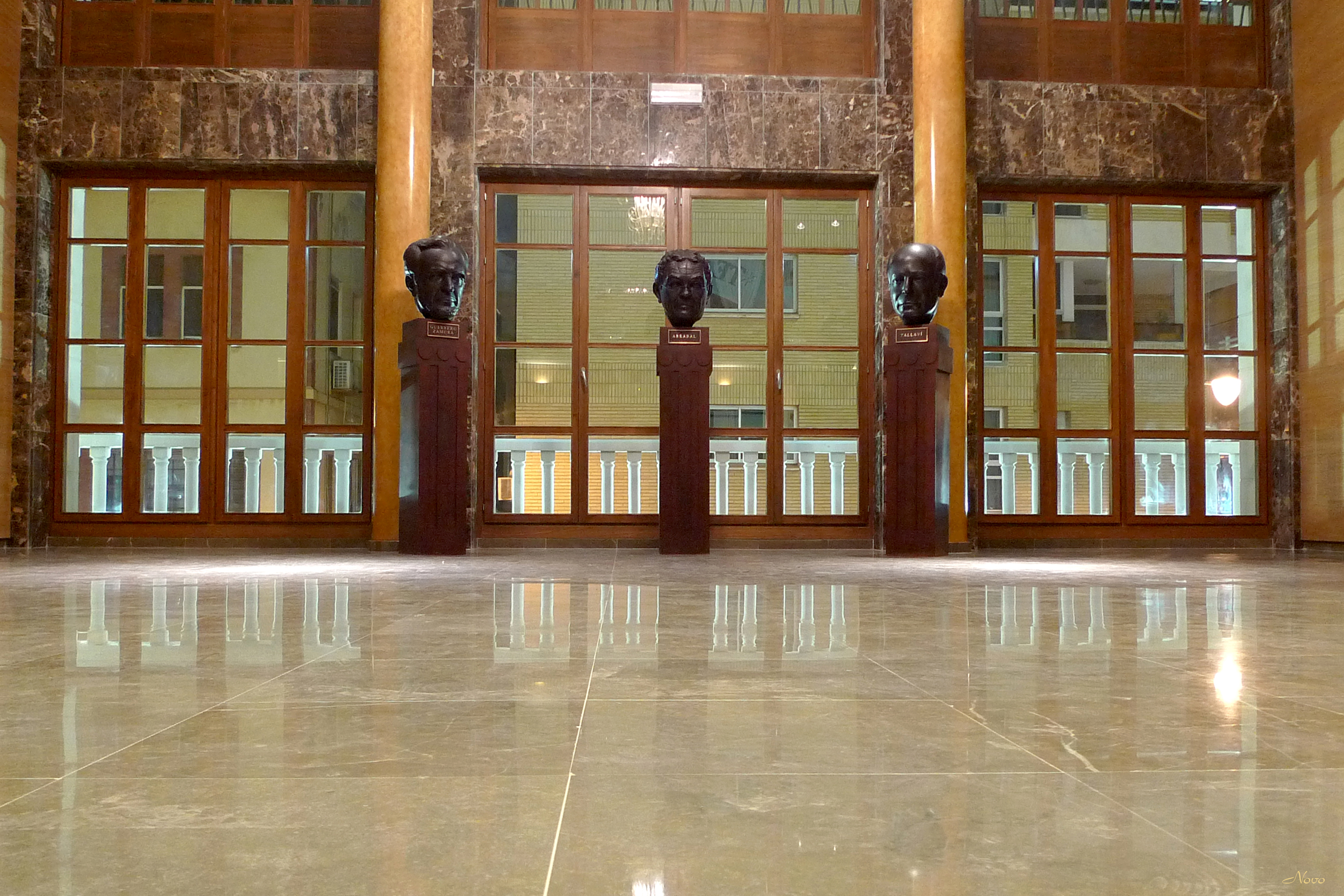
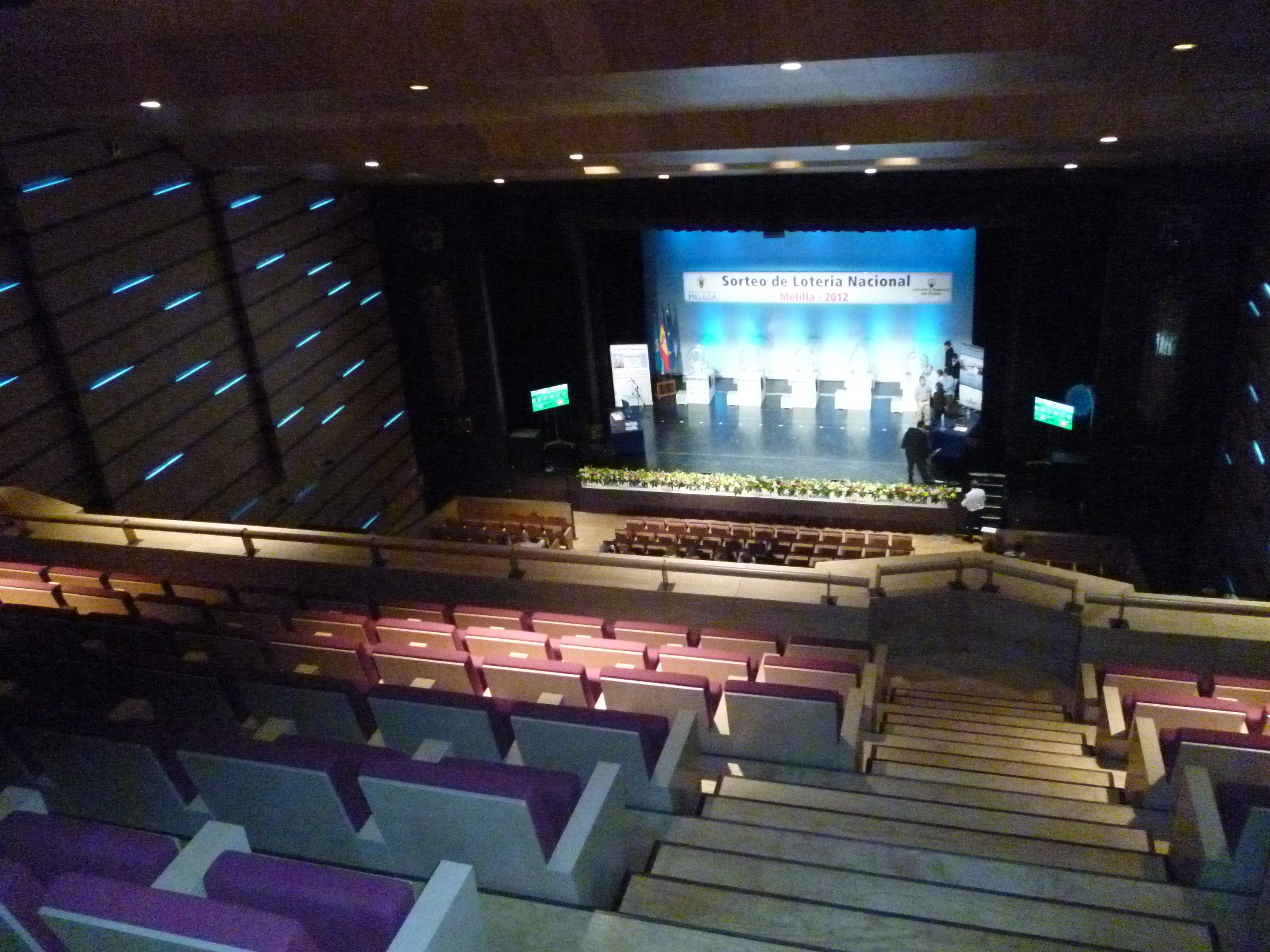

È costruito con pareti di mampostería di sasso locale e mattone tocho, con bovedillas di mattone tocho per i tetti, materiali molto umili.

### Esterno
La sua facciata principale conto con una strada che avvia con le tre porte d'ingresso in archi piatti, continuando con una finestra trífora che conduce a un balcone corso con balaustre, questa finestra continua con un'altra simile, con un arco escarzano sul rótulo di fusione, enmarcado per una cornice adattata all'arco che porta a cinque finestre adinteladas, separate per pilastras che conducono a un frontón curvo, flanqueado per pináculos che fanno in belle pilastras ornate con motivi geometrici che avviano nel primo corpo. 
Le strade laterali contano con belle porte di legno, con molduras che portano fino un grande ventanal terminato in arco,lettere di ferro sevillanas che porta a un'altra cornice adattata all'arco e questa a una finestra, rematándose con un altro frontón curvo e flanqueada tutta la strada con pilastras, ripetendosi questa composizione della strada nei panni della facciata laterale.